# Paganiniana
Paganiniana op.65, è un divertimento per orchestra composto nel 1941/1942 da Alfredo Casella e basato su temi di Niccolò Paganini. Il pezzo venne commissionato nel gennaio 1941, in occasione del centenario della Filarmonica di Vienna, che poi ne curò la prima esecuzione a Vienna, alla Großer Musikvereinsaal, il 14 aprile 1942, sotto la direzione di Karl Böhm. Il pezzo è strutturato  in quattro movimenti separati:
- "Capri e Taormina (Barcarola e Siciliana)"
- "Lamento"
- "Intermezzo"
- "Tarantella 'puro sangue' (con passaggio de la Processione)”.

Il primo movimento è destinato a rappresentare lo "spirito satanico del grande violinista", e utilizza quattro temi principali, tratti dai Capricci n. 5, 12 e frammenti dei n. 16 e 19. Il secondo, più malinconico, deriva dal movimento finale del Quartetto per chitarra n. 6 in re minore, Op.5/3, per violino, viola, violoncello e chitarra MS 33 (1815 circa). Il terzo movimento prende il soggetto dalla sezione Larghetto cantabile amoroso de "La primavera" Sonata con Variazioni per violino e orchestra, MS 73 (1838 circa). Il finale è tratto dalla "Tarantella in la minore", per violino e orchestra, MS 76 (1819-1926 circa), prendendo in prestito anche il movimento finale del Quartetto per chitarra n.4 in re minore, Op.5/1, MS 31 (1815 circa).